# Ballenstedt
Ballenstedt är en stad i Landkreis Harz i det tyska förbundslandet Sachsen-Anhalt. Orten nämns för första gången i ett dokument från år 1073.
Ballenstedt består av fem Ortsteile:
- Asmusstedt
- Badeborn
- Ballenstedt
- Opperode
- Radisleben

|  |
|  |